# أميمة بنت ربيعة
أمامة وقيل أميمة بنت ربيعة بن الحارث بن عبد المطلب، والدها ربيعة بن الحارث بن عبد المطلب، ولكنها نسبت إلى جد أبيها، وهي صحابية خطبها عباد بن سييان من الرسول محمد، فأنكحه إياها.